# Lockheed Shipbuilding and Construction Company
Die Lockheed Shipbuilding and Construction Company (älterer Name: Puget Sound Bridge and Dredging Company) war eine Werft am Puget Sound im US-Bundesstaat Washington und gehörte zum Lockheed-Konzern. 

## Geschichte
Die Werft wurde 1898 als Puget Sound Bridge and Dredging Company gegründet und siedelte sich an der Mündung des Duwamish River in den Puget Sound in Seattle an. Sie baute als erstes Schiff die Governor Pingree, einen Goldfrachter. 1909 wurde das Werftgelände auf die künstliche Insel Harbor Island verlegt. Neben dem Schiffbau engagierte sich die Puget Sound Bridge and Dredging Company auch in Hoch- und Brückenbau.
Ab 1944 baute die Werft Minenräumboote für die United States Navy und ab 1950 Panzerlandungsschiffe für die Argentinische Marine. Ab 1950 folgten Fregatten der Klassen Dealey und Brooke. 1959 übernahm Lockheed die Werft und benannte sie 1965 in Lockheed Shipbuilding and Construction Company um.
In den folgenden Jahren fertigte die Werft weitere Fregatten (Garcia- und Knox-Klasse), Zerstörer (Charles-F.-Adams-Klasse) und amphibische Angriffsschiffe der Austin-Klasse sowie einige zivile Eisbrecher und Frachter. Ab 1979 beauftragte die US Navy die Werft mit Entwurf und Bau der drei Tender der Emory-S.-Land-Klasse und ab 1985 mit dem Entwurf der Whidbey-Island-Klasse. Nach drei gebauten Einheiten dieser Klasse schloss Lockheed die Werft jedoch 1987.